# Лыпеметса
Лы́пеметса, ранее Леппеметса (эст. Lõpemetsa) — деревня в волости Рапла уезда Рапламаа, Эстония. 
До административной реформы местных самоуправлений Эстонии 2017 года входила в состав волости Райккюла. 

## Население
По данным переписи населения 2021 года, в деревне проживали 64 человека, из них 62 (96,9 %) — эстонцы.
Численность населения деревни Лыпеметса по данным переписей населения:
| Год  | 1959 | 1970 | 1979 | 1989 | 2000 | 2011 | 2021 |
| ---- | ---- | ---- | ---- | ---- | ---- | ---- | ---- |
| Чел. | 36   | ↘ 35 | ↗ 89 | ↘ 17 | ↗ 74 | ↘ 72 | ↘ 64 |

## История
В 1798 году упоминается как Metskülla, в 1871 году — как Loeppe. 
В 1977 году, в период кампании по укрупнению деревень, с Лыпеметса были объединены деревни Аравере и Сууркюла.